# Bartolomé de las Casas
Bartolomé de las Casas (Sevilla, 1474 o 1484 – Madrid, 18 de julio de 1566) fue un abogado, fraile dominico, sacerdote, obispo, teólogo, filósofo y encomendero español del siglo XVI, famoso por sus polémicos escritos en los que denuncia los crímenes cometidos por los conquistadores españoles contra los pueblos indígenas americanos. Fue testigo de referencia y cercano de algunos personajes destacados en los sucesos del descubrimiento y conquista española en América. Personaje hábil y diligente, llegó a La Española como laico, luego se convirtió en fraile y sacerdote dominico, alcanzando el cargo de primer obispo residente de Chiapas, en Nueva España, y finalmente nombrado oficialmente primer «protector de los indios». Sus escritos hacen un relato de las primeras décadas de la colonización de las Antillas españolas; los más famosos son Brevísima relación de la destrucción de las Indias (1552) e Historia de Las Indias (obra publicada trescientos años después de su muerte, en el preámbulo de la guerra hispano-estadounidense, en 1875).
Al llegar como uno de los primeros conquistadores españoles a América, De las Casas inicialmente participó en la empresa, para finalmente, posicionado en sus cargos, sentirse obligado a criticar los supuestos abusos cometidos durante la colonización en contra de los indígenas americanos. No hay certeza de que De las Casas aprendiera alguna lengua de los naturales. Sin embargo, sus escritos aportan un testimonio de primera mano y desde su publicación tuvieron una gran circulación en Europa, incluyendo las potencias europeas rivales de la Monarquía Hispánica. En 1515 renunció a su encomienda, y abogó, ante Fernando el Católico, por los derechos de los nativos. En sus primeros escritos, defendió el uso de esclavos africanos en lugar de nativos de las Indias Occidentales,[cita requerida] ya que la Corona española, igual que otras potencias europeas, participó en la captura de esclavos en África, llevando a cabo «guerras brutales e injustas en nombre de la difusión de la fe». Más adelante, se retractó de esta postura, ya que consideraba que ambas formas de esclavitud eran igualmente injustas. En 1522, intentó poner en marcha un nuevo tipo de colonialismo pacífico en la costa de Venezuela, pero esta empresa fracasó. De las Casas ingresó en la Orden de los Dominicos y se hizo fraile, dejando la vida pública durante una década. Viajó a Centroamérica, actuando como misionero entre los mayas de Guatemala y participando en los debates entre los eclesiásticos coloniales sobre la mejor manera de atraer a los nativos a la fe cristiana.
Volvió a la península ibérica para reclutar más misioneros y continuó presionando por la abolición de la encomienda, obteniendo una victoria simbólica con la aprobación de las Leyes Nuevas en 1542, aunque nunca entraron en vigor y se derogaron al año siguiente. Fue nombrado obispo de Chiapas, pero ejerció el cargo durante poco tiempo, antes de verse obligado a regresar a España debido a la resistencia a las Nuevas Leyes por parte de los encomenderos, y a los conflictos con los colonos españoles por su política a favor de los indios y su postura religiosa activista. Sirvió en la corte española durante el resto de su vida; allí ejerció una gran influencia en los asuntos relacionados con las Indias. En 1550 participó en la Junta de Valladolid para sostener que era injustificable someter a los indios por la fuerza, exponiendo así una forma de conquista opuesta a la defendida por Juan Ginés de Sepúlveda, que abogaba por un dominio sobre los indígenas por no respetar estos la ley natural.
Bartolomé de las Casas pasó cincuenta años de su vida luchando activamente contra la esclavitud y el abuso colonial de los pueblos indígenas; especialmente, intentando convencer a la monarquía española de que adoptara una política de colonización más humana. A diferencia de otros sacerdotes que pretendían destruir los libros y escritos autóctonos de los pueblos indígenas, él se opuso terminantemente a esta acción. Aunque no consiguió cambiar del todo la opinión de los españoles sobre la colonización, sus esfuerzos dieron como resultado una mejora del estatus legal de los nativos y una mayor atención a la ética del colonialismo. A menudo se considera a De las Casas como uno de los primeros defensores de una concepción universal de la dignidad humana y, como tal, precursor de los derechos humanos.

## Datos familiares
Según sus biógrafos, su familia era de origen judeoconverso, aunque otros autores afirmaron que eran cristianos viejos.
El rey Alfonso XI de Castilla nombró a un miembro de la familia De las Casas como "fiel regidor de las ordenanzas reales y como regidor número 24 del reino". Este número quedó unido a la familia hasta el siglo XVII, sucediéndose esa línea familiar en el ejercicio del cargo. Además, miembros de la familia De las Casas fueron nombrados en varias ocasiones para el cargo de tesorero mayor de Andalucía.
El rey Juan II entregó a Guillén de las Casas, "caballero más poderoso de Sevilla", la Villa de Montilla y, por orden del rey Enrique IV de Castilla, fue enviado a Francia para obtener refuerzos militares. Sin embargo, Don Guillén murió en la batalla de la Ajarquía de Málaga. A un Alonso de las Casas le fue entregado el Castillo de Priego y, por su comportamiento en la batalla de las Lomas, fue nombrado Caballero del Rey. A otro De las Casas se le concedió, por cédula real, la conquista de Tenerife y La Palma y de todas las tierras que conquistare.

## Infancia y juventud
De acuerdo con Antonio de Remesal, su primer biógrafo, Bartolomé de las Casas nació en Sevilla en 1474. Sin embargo, las investigaciones de Helen Rand Parish y Harold E. Weidman en 1976 determinaron que la fecha más probable de su nacimiento fue el 11 de noviembre de 1484 en Triana, Sevilla. Juan Antonio Llorente, en su compendio de obras de fray Bartolomé de 1822, dice que fue en 1474 y que probablemente fue el 24 de agosto por ser el día de la celebración del martirio del Apóstol San Bartolomé, y ser un uso muy general en España poner a los niños el nombre del santo que la iglesia diocesana celebra el día del nacimiento cuando no se dé el nombre del padre, que no se da en este caso porque el padre se llamaba Antonio.
Pudo haber nacido en alguna de estas tres parroquias: la de San Lorenzo, la de San Vicente o la de la Magdalena, en Sevilla. Fue bautizado en la catedral. Debió vivir su infancia oyendo hablar mucho de las batallas de la Reconquista en las que habían participado sus familiares y, cuando los Reyes Católicos se instalaron en Sevilla, su tío Alfonso Téllez Girón de las Casas era uno de los ocho caballeros que portaban las varas del palio bajo el que entraron.
Bartolomé cursó sus estudios primarios, probablemente, en el colegio de San Miguel, y sus primeros contactos con la vida de los religiosos debieron ser cuando visitaba a su tía Juana, que era monja en el Monasterio de Santa María de las Dueñas. Posiblemente en 1490 fue a estudiar "ambos derechos" (canónico y estatal) a la Universidad de Salamanca. Un familiar suyo era sacerdote en el convento de San Esteban, donde en aquel entonces residía Cristóbal Colón, por lo que pudo conocerlo allí por primera vez. Colón también mantenía cierta amistad con la familia De las Casas y había pasado largas temporadas en Sevilla, la ciudad natal de Fray Bartolomé.
En 1492 su tío paterno,[cita requerida] Juan de la Peña, participó en el primer viaje de Colón, que partió del Puerto de Palos (Huelva) el 3 de agosto de ese año. La expedición regresó en 1493 habiendo descubierto la nueva ruta a las Indias, lo que generó gran expectación. En su ruta a Badalona para presentar su logro a los Reyes Católicos, Colón pasó en marzo de 1493 por Sevilla con sus pájaros y siete indios y se situó en el entorno de la iglesia de San Nicolás para exhibirlos. Esto fue presenciado por Bartolomé de las Casas.
El padre de Bartolomé, el comerciante Pedro de las Casas, decidió, junto con su hermano Francisco de Peñalosa, embarcar con Colón rumbo a las Indias para su segundo viaje, que partió de Cádiz el 25 de septiembre de 1493. Más adelante acompañaron al padre sus hermanos Diego y Gabriel Peñaloza. Cuando la expedición regresó, trajo 600 indios y el padre le regaló uno a su hijo Bartolomé para que le sirviera. Sin embargo, Bartolomé utilizó al indio como objeto de estudio humanístico, y le preguntó por su religión para investigar si se parecía al cristianismo. Como había estudiado latín en Salamanca y Sevilla, aprovechó sus conocimientos en filología y latín para estudiar posibles semejanzas con su lengua.
Al saber la reina Isabel I de Castilla que Colón estaba haciendo esclavos a los indios, ordenó que no se tratara así a sus súbditos, sino como otros súbditos de la corona, y ordenó que se castigara con la pena de muerte a todo aquel que tuviera indios como esclavos. Esto privó a Bartolomé de las Casas del servicio de su indio. Colón argumentaba que los indios esclavos solamente eran los que se habían hecho prisioneros en "guerra justa" y que las costumbres de estos eran paganas y a veces caníbales y que bien estaba traerlos a Castilla para así quitarlos de esas costumbres. La reina respondió que se afanara por convertirlos al cristianismo en sus tierras. Isabel falleció en 1504 y en su testamento pidió que se tratara bien y justamente a los indios, sin hacerles ofensas.
Otro aspecto que ha generado debates sobre la vida de Bartolomé de las Casas, tiene que ver con el momento en el cual realizó su primer viaje a las Indias. En uno de los textos en latín del padre Antonio Salucci, amigo personal de Fray Bartolomé, comenta que este viajó por vez primera a las Indias, siendo aún muy joven, en 1493 junto a su padre y su tío, empleados en el segundo viaje de Colón, y refiere que era una anécdota que le oyó relatar al mismo Fray Bartolomé. No obstante, su biógrafo Llorente opina que Bartolomé de las Casas no se embarcaría por primera vez sino hasta 1498 en el tercer viaje de Colón. Otros historiadores discuten sobre este hecho como poco probable, ya que Bartolomé sería estudiante en Salamanca durante esos años, y que no realizó su primer viaje a las Indias hasta 1502.
Probablemente en 1500, Bartolomé de las Casas concluyó sus estudios en Salamanca y consiguió una plaza como doctrinero en la expedición a las Indias que partió del puerto de Sanlúcar de Barrameda, el 13 de febrero de 1502. Para algunos historiadores, esto lo hizo con el objetivo de cumplir méritos para ser fraile, y otros señalan que lo hizo para hacerse cargo de los negocios de terrateniente que su padre había dejado en el Caribe. Esa expedición estaba comandada por Antonio Torres y llevaba consigo a Nicolás de Ovando, que iba a relevar en su puesto de Gobernador de La Española a Francisco de Bobadilla. Bobadilla había sido enviado antes como juez pesquisidor para investigar y arrestar a Cristóbal Colón, tomando el cargo de gobernador y llevando a cabo una serie de políticas de privatización de las tierras descubiertas y repartimiento de encomiendas. La llegada de Bartolomé de las Casas a la La Española se produjo el 15 de abril de 1502.
Dentro de las actividades económicas que realizaban los encomenderos, las de caza y trabajo en el campo para sus amos eran más llevaderas. Sin embargo, la actividad que más justificaba la presencia española en la isla era la búsqueda de oro, y esta era la actividad más dura.
Cuando la expedición llegó a la isla, algunos barcos se dispusieron a regresar a España, llevando consigo a Francisco de Bobadilla y, al mismo tiempo, Cristóbal Colón se aproximaba a La Española en su cuarto viaje. El nuevo gobernador, Nicolás de Ovando, no le permitió a Colón desembarcar. Justo por esos días, se desató un huracán que arrasó Santo Domingo y hundió a los barcos que llevaban a Francisco de Bobadilla a España, logrando salvarse Cristóbal Colón por su pericia como marinero, al recalar en una caleta que consideró apropiada para resistir el temporal. El huracán provocó muchos muertos y, posteriormente, esta situación de insalubridad generó una epidemia. Hay diferentes versiones del papel de Fray Bartolomé en este momento. Unos dicen que él se encontraba en Santo Domingo ayudando a sanar a los enfermos durante la epidemia o que se encontraba tierra adentro administrando su Encomienda.

## La guerra en La Española

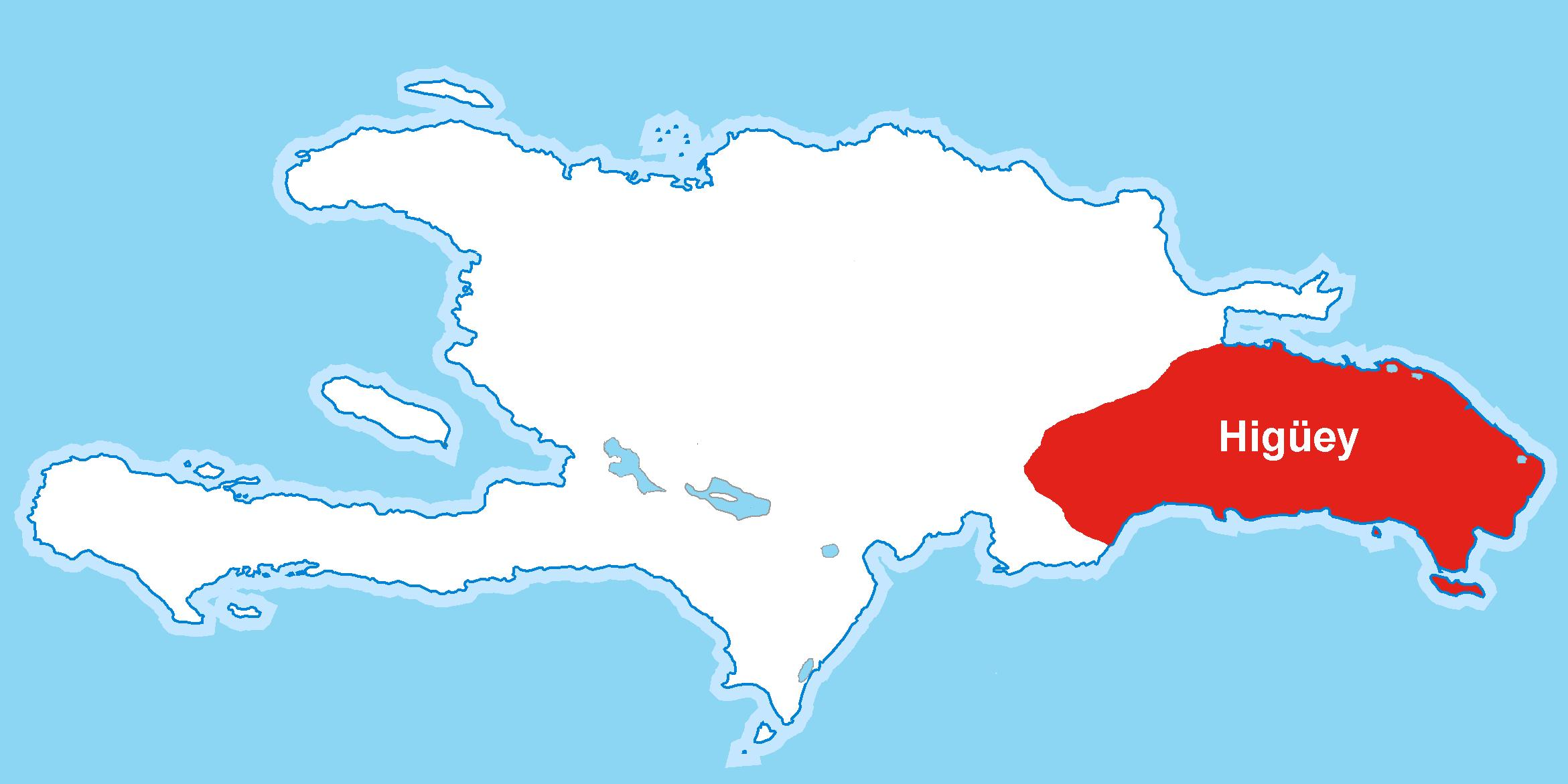
Cacicazgo de Higüey en La Española.

Un grupo de españoles decidió irse de caza llevando consigo unos perros de presa. Estos perros se toparon con los indios por la selva de Saona y atacaron a un jefe indio del lugar causándole la muerte. Los nativos atacaron a los españoles que, ante su ira, decidieron embarcar de regreso a España. Tiempo después, un grupo de españoles montó un campamento en esa zona, siendo atacados con flechas por los indios y muriendo ocho. Nicolás de Ovando envió una partida de 300 hombres para vengarse, dirigidos por Juan de Esquivel. Bartolomé de las Casas estaba en la partida. Los españoles ganaron la guerra y el cacique Cotubanamá decidió pactar la paz. Entonces los españoles montaron en la zona una fortaleza y dejaron en ella 9 personas al mando del capitán Villamán. Sin embargo, los indios los mataron a todos y solamente sobrevivió uno, que fue a Santo Domingo a decirle lo sucedido a Juan de Esquivel. Cotubano convenció a los indios de la provincia de Higüey para que se rebelaran. Rota la tregua, se inició una verdadera guerra que duró 8 o 9 meses. Pero como los indios se escondían muy bien en la selva con sus arcos y flechas envenenadas, tuvieron que hacerla con pequeños contingentes de personas. De las Casas combatió en el cacicazgo de Higüey bajo las órdenes del capitán Diego Velázquez de Cuéllar, y por tal motivo recibió una encomienda en la Villa de la Concepción de la Vega, la cual administró hasta 1506. Finalmente, tras una gran cantidad de muertos en ambos bandos, los españoles lograron encontrar el escondite de Cotubano en la isla de Saona, arrestándolo y siendo condenado a muerte por Nicolás de Ovando.

## Regreso a Sevilla y viaje a Roma
En 1506, Bartolomé de las Casas regresó a Sevilla, en donde recibió las órdenes menores al sacerdocio. En 1507 viajó a Roma y fue ordenado como presbítero, pero esperó hasta 1510 para cantar su primera misa en Concepción de la Vega.

## Regreso a La Española
Bartolomé de las Casas regresó a La Española en 1508. En septiembre de 1509 Nicolás de Ovando fue sustituido en el gobierno de la isla por Diego Colón, hijo de Cristóbal Colón. En Concepción, De las Casas comenzó su trabajo como doctrinero, que compaginó con su oficio de encomendero.
En 1510 llegó a la isla la Orden de los Dominicos, que a la postre fue la que mayor aporte hizo en favor de los derechos de los indios. Los primeros dominicos que vinieron a la isla fueron cuatro, de los cuales solo se conserva el nombre de tres: fray Pedro de Córdoba, fray Antonio de Montesinos y fray Bernardo de Santo Domingo. Posteriormente llegaron más, aumentando el número a ocho. Pronto empezaron a preocuparse por los derechos de los aborígenes.
La víspera del domingo 21 de diciembre de 1511, los ocho miembros de la congregación elaboraron una predicación que fray Antonio fue encargado de transmitir y que defendía enormemente a los indios. Este discurso fue dado en el Adviento. El conocido como Sermón de Adviento decía:

Para dároslo a conocer me he subido yo aquí, que yo soy la voz de Cristo en el desierto de esta isla, y por tanto me conviene que con atención, no cualquiera, sino con todo vuestro corazón y con todos vuestros sentidos, la oigáis; la cual voz será la más nueva que nunca oísteis, la más áspera y dura y más espantable y peligrosa que jamás pensasteis oír [...] Todos estáis en pecado mortal y en él vivís y morís, por la crueldad y tiranía que usáis con estas inocentes gentes. Decid, ¿con qué derecho y con qué justicia tenéis en tan cruel y horrible servidumbre a estos indios? ¿Con qué autoridad habéis hecho tan detestables guerras a estas gentes, que estaban en sus tierras mansas y pacíficas, donde tan infinitas de ellas, con muertes y estragos nunca oídos habéis consumido? ¿Cómo los tenéis tan oprimidos y fatigados, sin darles de comer y curarlos en sus enfermedades, que de los excesivos trabajos que les dais incurren y se os mueren, y por mejor decir los matáis, por sacar y adquirir oro cada día? ¿Y qué cuidado tenéis de quien los doctrine, y conozcan a su Dios y criador, y sean bautizados, oigan misa y guarden las fiestas y los domingos? ¿Estos, no son hombres? ¿No tienen ánimas racionales? ¿No sois obligados a amarlos como a vosotros mismos? ¿Esto no entendéis, esto no sentís? ¿Cómo estáis en esta profundidad, de sueño tan letárgico, dormidos? Tened por cierto que, en el estado en que estáis, no os podéis más salvar, que los moros y turcos que carecen y no quieren la fe de Jesucristo.

La prédica generó grandes protestas en la isla, y Diego Colón se dirigió a hablar con fray Pedro de Córdoba al convento de los dominicos para que expulsara de la isla a fray Antonio o que, al menos, diera a la semana siguiente un sermón más suave que apaciguara los ánimos. Gran sorpresa fue que, al domingo siguiente, la prédica fue mucho más beligerante por los indios y dio cinco principios: que las leyes de la religión están por encima de las leyes de los particulares y del Estado, que no existen diferencias raciales ante los ojos de Dios, que la esclavitud y la servidumbre son ilícitas, que se debía restituir a los indios su libertad y bienes y que se debían convertir a los indios al cristianismo con el ejemplo.
Varios encomenderos y religiosos se quejaron al rey Fernando el Católico y le solicitaron la expulsión de los dominicos. El provincial de los dominicos de Castilla, Alfonso de Loaysa, llegó a pedir a fray Pedro de Córdoba que dejasen esa actitud, porque corrían el riesgo de que la orden fuera expulsada del Nuevo Mundo. Desde La Española fue enviado a España un representante de los encomenderos, el franciscano fray Alonso de Espinar, y los dominicos mandaron a Antonio de Montesinos. El rey Fernando los escuchó a los dos y ordenó que se hiciera una junta para estudiar la situación de los indios. De esta junta, reunida en Burgos en 1512, y de la posterior en 1513, surgieron las primeras normas para defender a los nativos, y con todas las normas posteriores pasaron a constituir las Leyes de Indias, la primera legislación de derechos humanos de la historia. Aunque su aplicación en el Nuevo Mundo era muchas veces pasada por alto.
Tras aquel sermón, a De las Casas se le negó la absolución debido a que en esa época aún mantenía su repartimiento indígena.
De las Casas permaneció sin meterse en este duelo entre frailes y encomenderos, atendiendo a su labor de doctrinero y a la gestión de sus encomiendas en La Concepción.

## Viaje a Cuba
En 1511, Diego Colón decidió que era el momento de explorar el interior de la cercana isla de Cuba. El capitán Diego Velázquez Cuéllar preparó una expedición de 300 hombres en cuatro naves, que partieron del Puerto de Salvatierra de Sabana rumbo a Maisí, provincia al este de Cuba, y desembarcaron en el llamado Puerto de la Palma.
Sin embargo, el cacique Hatuey había huido de La Española en la guerra contra Cotubano y había organizado la resistencia en Cuba. Los indios iniciaron una guerra descarnada contra los españoles en Cuba que duró tres meses, y que finalizó con el exterminio de los indios rebeldes. Era preciso cristianizar al resto, por lo que, a solicitud de Diego Velázquez, en la primavera de 1512, Bartolomé de las Casas se trasladó a la isla de Cuba como capellán en compañía de Pánfilo de Narváez. Los españoles avanzaban por la isla a través de la espesa selva, conquistando pueblos, cristianizándolos y extendiendo el dominio de España. La labor de De las Casas fue muy importante para abrirse paso entre las tribus hostiles, ya que siempre enviaba a un indio amigo a parlamentar con los indios, y por esto era conocido como el behique bueno.

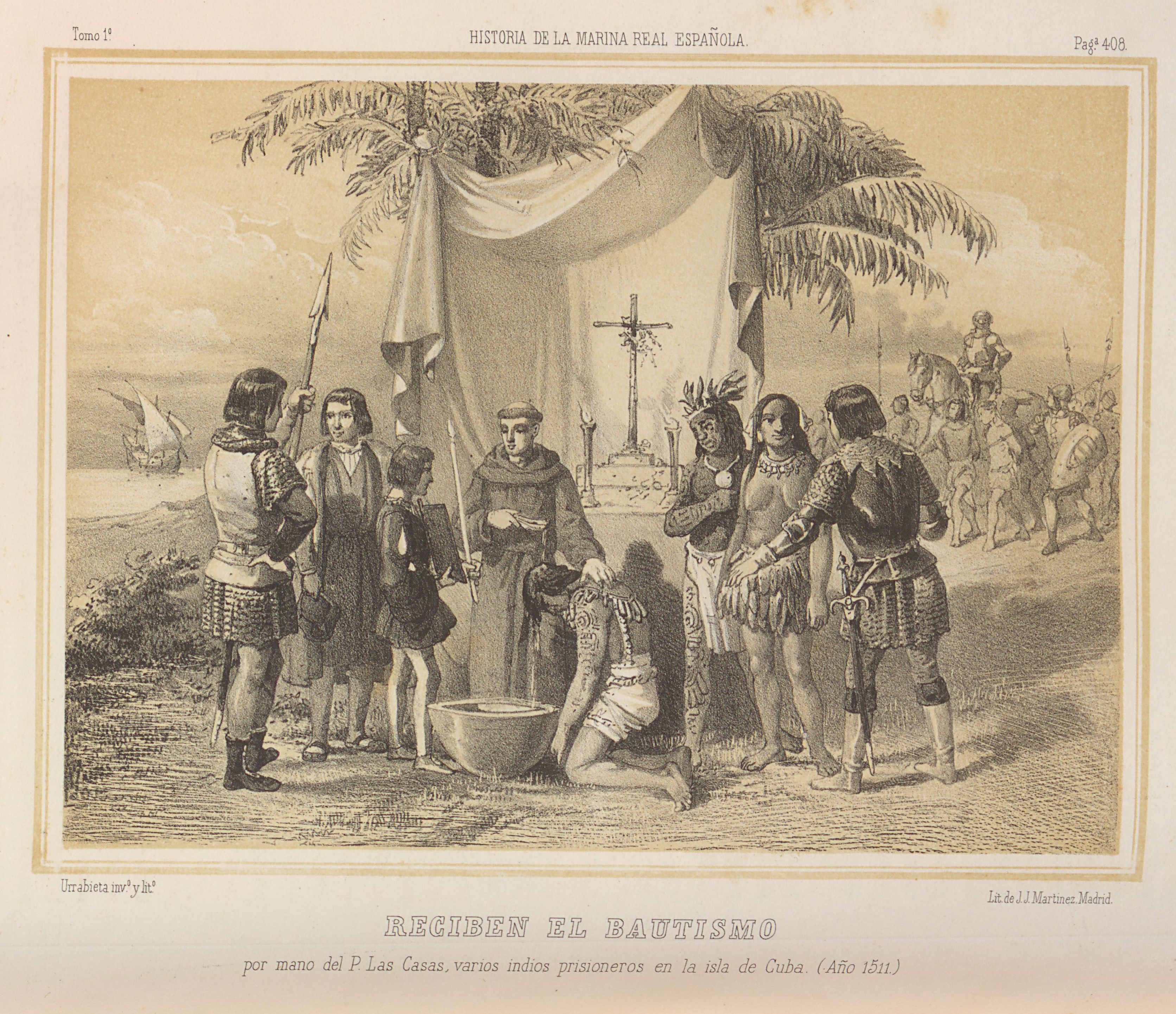
Bartolomé de las Casas bautizando prisioneros en Cuba en 1511

En la biografía de Bartolomé de las Casas del historiador Héctor Anabitarte, se narra que De las Casas hablaba con los indios y les explicaba la doctrina cristiana. Los indios se mostraban participativos y relataban que en su religión había habido un diluvio universal. Un anciano nativo indicó que un hombre salvó a la humanidad metiendo en un arca a personas y animales. Una vez ese hombre se quedó dormido bebiendo un vino que los cubanos hacían con las parras y un hijo malo se rio del viejo pero el otro hijo, que era bueno, le cubrió con unas mantas. El anciano indio explicó que ellos descendían del hijo malo, y por eso iban desnudos, y que los españoles descendían del hijo bueno y que por eso iban vestidos e iban a caballo. Luego los indios explicaron que todo lo que existía lo habían creado personas que venían de todo el mundo, y Bartolomé les explicó que esas personas eran realmente la Santísima Trinidad. La fama de De las Casas se extendió por la isla y comenzó a desaparecer el temor hacia los españoles, que había venido de los indios que se habían sublevado en La Española. Bartolomé, siempre comprensivo, comenzó a bautizar a los niños y prometió el amor eterno de Dios a todos aquellos indios que decidían bautizarse.
El teniente Narváez se adentró, con 25 soldados, en la provincia de Bayamo, donde fueron atacados por una gran cantidad de indios, que lograron repeler la agresión. Todos esos indios se refugiaron en Camagüey, hasta que pactaron con los españoles y solicitaron al behique su perdón y protección. Se les perdonó y, en agradecimiento, los indios les regalaron a De las Casas y a Narváez unos sartales de rústicas cuentas muy valorados por ellos.

### La matanza de Caonao
En 1513 los españoles llegaron a la localidad de Caonao, donde fueron recibidos con un banquete. Sin embargo, se desconoce la razón, los españoles se exaltaron creyéndose que iban a ser atacados y comenzaron a matar indios con sus espadas. Bartolomé de las Casas intentó detener la matanza pero los soldados no le obedecieron. Finalmente, se acercó a un joven que estaba dentro de una choza y le dijo que no había peligro, y cuando salió fue apuñalado por un soldado. Entonces se agarró a Bartolomé y a este solamente le dio tiempo a bautizarlo y luego murió.
Después de la matanza de Caonao, Narváez le cuestionó: «¿Qué parece a vuestra merced destos nuestros españoles qué han hecho?», formulando la pregunta como si el capitán no tuviese que ver con esas acciones. De las Casas le respondió: «Que os ofrezco a vos y a ellos al diablo».
Los indios comenzaron a abandonar sus pueblos y los soldados se encontraron con pueblos vacíos y sin alimento. Posteriormente, se encargó a De las Casas volver a dialogar con los nativos, cosa que consiguió gracias a un intermediario, y finalmente estos llegaron a un arreglo con los españoles. Sin embargo, De las Casas estaba molesto porque se le pidió ayuda para la conciliación pero no se le consultaban las decisiones militares que generaban muertos, por lo que los nativos podrían pensar que, en realidad, él era un behique malo.
Los españoles se enteraron de que cerca de La Habana estaban prisioneros tres españoles y mandaron a un indio, que había aprendido a leer, con una carta para que la leyera. Los indios consideraron que la carta era mágica porque no entendían que un papel pudiera contar cosas y algunos incluso acercaban las orejas al papel para ver si a ellos les decía algo. De las Casas se alojó en un pueblo de casas construidas sobre estacas en el mar, llamado Carahact. Cuando se acercó una canoa con dos mujeres, que eran las que estaban cautivas, explicaron que iban acompañadas pero que fueron atacadas y que solo las perdonaron a ellas dos por ser mujeres. Sin embargo, aún quedaba un español cautivo y De las Casas envió cartas para que vinieran los caciques, que no se les haría nada malo. Ellos llegaron y trajeron comida para honrar a los blancos. Sin embargo, Narváez apresó a los 20 caciques y ordenó que los quemaran vivos. De las Casas le dijo que se lo pensaba contar todo al rey y, por miedo, Narváez reculó en su decisión y decidió liberarlos a todos menos a uno, posiblemente el más importante. Sin embargo, llegó el capitán Diego Velázquez y ordenó que a él también le pusieran en libertad. Finalmente, los nativos liberaron en una aldea al español, Pablo Miranda.

## Renuncia a sus encomiendas
De las Casas recibió en 1514 un nuevo repartimiento de indios en Canarreo, a orillas del río Arimao, cerca de la actual ciudad cubana de Cienfuegos. Y, junto con su socio Pedro de Rentería, mandó extraer oro de los yacimientos auríferos del río. Se centró completamente en los negocios y empezó a tener fama de codicioso. Y, aunque trataba a los indios de manera suave y les enseñaba la doctrina de Cristo, les ordenaba a sus indios encomendados extraer oro en las minas y hacer sementeras y todo lo que él quería. En 1514 los socios decidieron ampliar sus negocios y Pedro de Rentería se trasladó a Jamaica en busca de más víveres, que en Cuba ya escaseaban. Entonces llegaron a La Española tres dominicos: Gutiérrez de la Ampudia, Pedro de San Martín y Bernardo de Santo Domingo. Estos le dijeron a De las Casas que sabían de él y de los esfuerzos que había hecho por procurar el bienestar de los aborígenes. Esto le marcó profundamente y empezó a plantearse el objetivo de su misión en el Nuevo Mundo. Tomó conciencia paulatinamente de lo injusto que era el sistema y se convenció de que debía «procurar el remedio de esta gente divinamente ordenado».
En una misa de Pascua, encontrándose en Sancti Spíritus, en el centro de Cuba, dio un sermón en el cual condenaba los malos tratos a los indios y explicaba vivencias sobre ellos. Esto despertó críticas entre la gente, pero estas críticas no fueron tanto contra su prédica, sino contra su persona, puesto que De las Casas era un encomendero y no era justo que insultara a un grupo al que él mismo pertenecía. Entonces se dirigió a Diego Velázquez y le dijo que no deseaba seguir teniendo encomiendas. Velázquez intentó persuadirle, le dijo que se estaba forjando un futuro merecido como hombre rico, pero De las Casas insistió y le dijo que la decisión sería secreta hasta que volviera su socio de Jamaica. Escribió a Rentería para pedirle que regresara porque quería volver a Castilla. El 15 de agosto de 1514, día de la Asunción, a la edad de treinta años, pronunció un sermón en Sancti Spíritus donde, en presencia de todos y del propio Velázquez, dijo que reiteraba sus críticas y que cedía todas sus encomiendas, ante el asombro de todos. Cuando regresó Rentería y De las Casas le comunicó su decisión, lejos de enfadarse, su antiguo socio le dijo que le apoyaba en sus demandas y que pondría a su disposición todo el dinero que necesitara.
En 1515 se dirigió a Santo Domingo, en La Española, a hablar con el dominico Pedro de Córdoba, que le escuchó con agrado y le dijo que eran conocidos los poderosos intereses que defendían el Obispo de Burgos Juan Rodríguez de Fonseca, con 800 indios encomendados, y el secretario Lope de Conchillos, gran terrateniente en las tierras descubiertas y con muchas encomiendas. Estas dos personalidades, al lado del rey, eran las que manejaban los asuntos de Estado.

## Protector Universal de Todos los Indios
En septiembre de 1515 Bartolomé de las Casas embarcó rumbo a Sevilla junto con fray Antonio de Montesinos. Los frailes llegaron a Sevilla el 6 de octubre. Allí visitaron el convento dominico de San Pablo y Montesinos le presentó a sus superiores, que se mostraron encantados de ayudarle y le recomendaron al arzobispo de Sevilla, fray Diego de Deza, hombre que había ayudado a Colón a descubrir Las Indias. Diego de Deza, cercano al monarca, recibió la visita de De las Casas que le contó la situación de los indios, y Deza decidió ayudarlo. Le aconsejó que se entrevistase con el rey Fernando el Católico y le entregó una carta de recomendación. De las Casas se encaminó a Plasencia, donde en ese momento se encontraba la Corte. Gracias a las gestiones del dominico y confesor del monarca, Tomás Matienzo, logró entrevistarse con el rey. Sin embargo el rey estaba muy enfermo, tumbado en la cama, y le dijo que debería aplazar la decisión para más adelante.
Posteriormente se entrevistó con Juan Rodríguez de Fonseca, que, cuando escuchó su alegato, le dijo que a él no le importaba en absoluto y que él era un necio por preocuparse por eso. El rey Fernando tenía previsto viajar a Sevilla y Deza arregló otro encuentro entre el monarca y De las Casas; sin embargo, el monarca falleció por el camino en el pueblo extremeño de Madrigalejo. Antes de morir entregó la regencia al cardenal fray Francisco Jiménez Cisneros, Arzobispo de Toledo. De las Casas preparó un texto para Cisneros y otro para Adriano de Utrecht, que era el tutor del príncipe Carlos, el futuro emperador Carlos V.
Cisneros le prestó toda su atención a De las Casas, escuchándole varias veces. Y Adriano también dio buena cuenta de sus escritos remitiéndoselos al regente. En presencia de Cisneros, los partidarios de Conchillos se pusieron en evidencia porque, durante la lectura en voz alta de las leyes proclamadas tras la junta de Burgos, omitieron decir que todos los nativos americanos que trabajan en las granjas merecían una libra de carne cada ocho días y en las fiestas.
En 1516, De las Casas escribió su Memorial de los Agravios, de los Remedios y de las Denuncias, que provocó la sustitución de Fonseca por el Obispo de Ávila, Francisco Ruiz, y de Conchillos por el secretario Jorge de Baracaldo. El acceso al trono de Carlos V permitió a De las Casas ser escuchado en la corte, de manera que la Corona le encargó un plan de colonización en Tierra Firme según sus propuestas.
En abril, Cisneros determinó enviar a tres frailes jerónimos para ejercer la gobernación de La Española. De las Casas fue comisionado consejero de los frailes y se le nombró Procurador o protector universal de todos los indios de las Indias, cargo similar al de Ombudsman de Suecia que fue instituido a principios del siglo XIX.
Bartolomé de las Casas fue, desde ese momento, protector de los indios en las islas La Española, Cuba, San Juan y Jamaica, así como en tierra firme, en referencia al continente americano. Su misión era informar a los padres jerónimos o al resto de personas que entendiesen de ello de la salud e integridad de los aborígenes. El Almirante y jueces de apelación mandados debían guardar ese poder de Bartolomé, y las desobediencias a él se castigarían con el pago de 10 000 maravedíes.

### Encomiendas
El 11 de noviembre de 1516 Bartolomé de las Casas embarcó junto con los tres padres jerónimos rumbo a La Española. Lo hicieron en naves distintas. Al llegar a San Juan de Puerto Rico el barco de De las Casas sufrió una avería, debiendo prolongar su estancia allí dos semanas. Al llegar a La Española, De las Casas se dio cuenta de que los encomenderos se habían ganado el favor de los padres jerónimos. Estos los recibieron con festejos y les habían dicho que las encomiendas eran necesarias, porque de lo contrario los nativos americanos se rebelarían y que además tenían costumbres primitivas, y los padres jerónimos se limitaron a suprimir las encomiendas de los que no vivían la isla. De las Casas solamente logró que se respetaran de las Ordenanzas lo que se refería a la libertad de los aborígenes encomendados a jueces y oficiales del rey.
En junio de 1517 regresó a España para indicar a Cisneros que las cosas no iban según lo previsto y cuando llegó a Sevilla se enteró de que el Cardenal estaba moribundo en Aranda de Duero y fue a hablar con él, pero, enfermo, decidió aplazar la decisión para más adelante y murió en septiembre. El príncipe Carlos desembarcó en Asturias y llegó con un importante séquito a Valladolid. Pronto surgieron bandos para hacerse con el poder. Por un lado estaban los "castellanos", encabezados por el obispo Fonseca y Lope Conchillos, y por otro lado están los "flamencos", donde están el Gran Canciller de Castilla; Juan Sauvage, el camarero mayor; Monsieur de Xevres, y el camarero privado; Monsieur Laxao. El presidente de todos los Consejos era el gran canciller, y era al que se dirigía De las Casas y fue considerado uno de sus hombres de confianza. En 1519 el canciller le pidió a De las Casas que redacte memoriales para reformar la legislación de Indias, sin embargo Sauvage murió poco después de una enfermedad.
En 1518 las Casas planeó un proyecto para colonizar tierras de aborígenes con labradores reclutados en España. Esto era un intento de crear una experiencia colonizadora pacífica en un territorio no hallado por conquistadores y encomenderos. Sin embargo, hubo de tener un arduo debate contra el fraile franciscano Juan de Quevedo, quien había sido nombrado obispo de Santa María la Antigua del Darién, y se pronunciaba a favor de la esclavitud de los indígenas. Juan de Quevedo se apoyaba en Aristóteles para argumentar que las gentes rudas y bárbaras son esclavos por naturaleza. De las Casas argumentaba que los nativos americanos podían ser civilizados en paz y respetándose su libertad, porque Dios les había dado los mismos talentos que al hombre blanco.
Al igual que Pedro Mártir de Anglería, en abril de 1520, las Casas conoció a los indígenas totonacas que fueron llevados ante la presencia del nuevo monarca por Alonso Hernández Portocarrero y Francisco de Montejo, ambos emisarios de Hernán Cortés, conquistador de México.
Un par de meses más tarde, en Santiago de Compostela, el Consejo de Castilla hizo para sí las ideas de De las Casas quien estaba convencido de que la labor de conquista y colonización de América debía ser ejercida pacíficamente a través del anuncio y difusión de la fe católica. Así, el Consejo de Castilla lo autorizó a llevar a cabo el proyecto para crear una colonia pacífica en el territorio de Cumaná (Venezuela), para que él aplicase sus teorías consistentes en poblar la tierra firme, sin derramar sangre y anunciar el evangelio, sin estrépito de armas.
Sin embargo, son momentos convulsos en España. Toledo, Segovia, Ávila, Zamora, Salamanca y Valladolid se sublevaron contra Carlos V y esto ralentizó que se emitan las cédulas reales que Bartolomé necesitaba para su proyecto. En Sevilla, Juan de Figueroa organizó un motín que fue aplastado al día siguiente por sus rivales, los Guzmanes. Bartolomé llegó después de estos sucesos y no le fue posible encontrar socios y capitales para su proyecto y hubo de contentarse con llevar como tripulación a un grupo de 70 amotinados, condenados y proscritos, que embarcaban para fugarse a América. El 14 de diciembre de 1520 partieron rumbo a Puerto Rico.
Llegaron a Puerto Rico el 10 de enero de 1521. Allí les llegó la noticia de que Alonso de Ojeda había iniciado en tierra firme una cacería de esclavos que había enfurecido a los aborígenes, y que por ello los indios chiribichi y macarapana habían asesinado a todos los frailes dominicos que se habían asentado en Cumaná, territorio de la actual Venezuela. El Virrey de La Española, Diego Colón, ordenó a Gonzalo de Ocampo que les diera una lección a los aborígenes. La expedición de Ocampo llegó con 300 soldados a San Juan de Puerto Rico, donde pudo conocer los planes del Virrey. Sin embargo, De las Casas habló con Ocampo y le dijo que no podía llevar a cabo una expedición militar a esas tierras porque le habían sido concedidas a él por Cédula Real. Ocampo comprobó la validez de los documentos de De las Casas, pero decidió no hacerle caso. De las Casas fue a Santo Domingo a hablar con Diego Colón para que diera validez a sus títulos en el Nuevo Mundo, y dejó en Puerto Rico a su tripulación de labradores. Sin embargo, los 70 socios de De las Casas, al ver el cariz de los acontecimientos, decidieron alistarse con Juan Ponce de León a explorar la Florida.
De las Casas fue recibido fríamente en La Española. Allí se acordó darle un par de carabelas para ir a Cumaná donde debía de asentarse. Además, su mentor fray Pedro de Córdoba falleció el 4 de mayo de 1521. Tras participar en su funeral el 30 de julio de 1521 salió hacia Puerto Rico con sus dos carabelas, la Concepción y la Sancti Spíritu. Junto con De las Casas viajaban su segundo, Francisco de Soto, su capellán Blas Hernández y su auxiliar Juan de Zamora. Días antes, la expedición de Juan Ponce de León había finalizado porque los indios habían atacado a los españoles en Florida, matando a Ponce de León de un flechazo. Sin embargo, una vez en Puerto Rico los labriegos rechazaron acompañarlos. Allí les habían dicho que Bartolomé era un embaucador que lo que quería era matarlos a trabajar y que si se quedaban en la isla tendrían acceso a tierras y a indios que trabajaran para ellos. Sin embargo, decidió ir a Cumaná de todas formas. Allí fue bien recibido por los franciscanos. Los soldados de Ocampo, que se encontraban en un campamento cercano al que llamaron Nueva Toledo, no lo tomaron bien, porque con De las Casas allí su caza de esclavos había terminado. Entonces los soldados se trasladaron a La Española, desde donde siguieron haciendo incursiones para buscar esclavos en las tierras de De las Casas. Esto hizo que los guaiqueríes se rebelaran y Bartolomé, consciente del peligro que corría el asentamiento cristiano, fue a pedir ayuda a Santo Domingo en diciembre de 1521. Sin embargo una tormenta se desató y fue a parar con su nave a Yaiquimo, en el lado opuesto de La Española. Su segundo, Francisco de Soto, aprovechó la ausencia de De las Casas para organizar una cacería de esclavos. Los indios se valieron de la ausencia de De las Casas y atacaron e incendiaron la misión el 10 de enero de 1522 y mataron a su regreso a Francisco de Soto, al franciscano fray Dionisio y al artillero Artieda, pudiendo el resto de los cristianos escapar a la península de Araya, de allí a Cubagua y luego a Santo Domingo. De las Casas caminó de Yaiquimo a Santo Domingo y, a su llegada, se enteró del fracaso de su misión y entra en depresión. Aceptó el consejo de fray Domingo de Betanzos para entrar en el convento dominico de Santo Domingo.
En el convento siguió compartiendo y mejorando el trabajo de muchos religiosos que venían elaborando estudios de derecho en la Escuela de Salamanca, sobre los justos títulos que tenía la Corona de Castilla en el Nuevo Mundo y sobre el estatus civil que debía dispensarse a los nativos, como hombres libres –y no esclavos– de la Corona castellana. Al mismo tiempo criticó muchos aspectos de la colonización de América y, entre ellos, el sistema de encomiendas. Se retiró para dedicarse al estudio de la teología, la filosofía y el derecho canónico y medieval, y comenzó a escribir su Historia de las Indias.
En 1523, tras pasar un año de novicio, profesó en la Orden de Predicadores, o frailes dominicos. En 1526 escribió al presidente de la Audiencia, Alonso de Fuenmayor, pidiendo por los aborígenes. Para satisfacer al arzobispo, los superiores del convento lo enviaron a otro convento, al de Puerto de la Plata, al norte de la isla. Allí llegó en 1527 y dedicó tres años al estudio y a la meditación.
El Obispo de México, fray Juan de Zumárraga, y el de Tlaxcala, fray Julián Garcés, lo designaron como reformador de la Orden de los Dominicos en el Nuevo Mundo. En noviembre de 1531 desembarcó en Veracruz, junto con fray Tomás de Berlanga y con el presidente de la Real Audiencia de Santo Domingo, Don Sebastián Ramírez de Fuenreal. Sin embargo, los dominicos de México consiguieron el apoyo del Cabildo de la ciudad y lo encarcelaron, mandándolo luego de vuelta a La Española.
En 1524 se había creado el Consejo Real y Supremo de las Indias, para hacerse cargo de todos los asuntos relacionados con la política de América. Su presidente era fray García de Loaysa. Tras su expulsión de Veracruz, De las Casas escribió a este organismo una extensa carta. Esa carta fue el germen de otra obra, De Unico Vocationis Modo.
En 1533 un encomendero arrepentido en su lecho de muerte le pidió a fray Bartolomé de las Casas que libere a sus indios encomendados. Él lo hizo, sin embargo se granjeó la enemistad de su heredero, Pedro de Vadillo, y logró que lo encarcelen. Los dominicos impidieron que se cumpla la condena pero se le pidió que se recluya en un monasterio de la orden.

### La rebelión de Bahuruco
Sin embargo, en 1534 las autoridades precisaron de fray Bartolomé. El cacique Bahuruco, que fue bautizado como Enrique y educado por los franciscanos, pasó a la encomienda de un hidalgo español apellidado Valenzuela, que tenía haciendas en San Juan de la Maguana. Cansado de las humillaciones de su amo, que le quitó a su yegua y a su esposa, salió al bosque, donde se unió a un grupo de indios sublevados. Logró defenderse de los ataques que se mandaron contra ellos y montó una especie de "república independiente" en una extensión de treinta leguas. Los jefes nativos Ciguayo y Tamayo siguieron el ejemplo de Enrique y decidieron organizar partidas contra los españoles, atacándolos a todos, estuvieran armados o no. Los métodos de atacar a gente sin armas no gustaban a Enrique, pero el odio contenido hacia los españoles era tan grande que era difícil controlarlo. Su rebelión se prolongó durante diez años. Un tal fray Remigio fue mandado a parlamentar a su villa pero fue arrestado por los aborígenes y Enrique le explicó la razón de su rebeldía. Carlos V fue informado de que había un cacique rebelde en La Española y ordenó que fuera reducido, ante lo cual, el presidente de la Audiencia de la Española, Sebastián Ramírez de Fuenleal, le pidió a De las Casas que interviniera en el asunto. Enrique reconoció a De las Casas como un amigo. De las Casas le explicó de los inconvenientes de vivir fuera de la ley de los blancos, de lo poderosos que estos eran y de que no iban a permitir que esa rebelión continuara. Enrique pidió "seguro de vida y perdón general, conservación de su señorío y hacienda y libertad para sus hombres, que continuarían viviendo en la tierra de sus antepasados sin recibir ninguna molestia". Los españoles aceptaron.

### Nicaragua
Por los servicios prestados, la Audiencia levantó a Bartolomé de las Casas su reclusión, permitiendo que aceptase la invitación de fray Tomás de Berlanga, al que acababan de hacer obispo del Perú. Ambos embarcaron hacia Panamá, para luego seguir por tierra hasta Lima, pero en el transcurso del viaje hubo una tormenta que llevó el barco a Nicaragua, donde decidió instalarse en el convento de Granada. Esta fue la tierra de las Indias que más le gustó y en 1535 propuso al rey y al Consejo de Indias iniciar una colonización pacífica en zonas del interior inexploradas. Sin embargo, a pesar del interés mostrado por los consejeros de Indias Bernal Díaz de Luco y Mercado de Peñaloza, esto no pudo hacerlo por culpa de que todavía se encontraba en la corte el clan Fonseca, enemigo del Protector.
En 1536 el gobernador de Nicaragua, Rodrigo de Contreras, organizó una expedición militar, pero De las Casas logró aplazarla un par de años informando a la reina Isabel de Portugal, esposa de Carlos V. Ante la hostilidad de las autoridades, De las Casas decidió abandonar Nicaragua y se dirigió a Guatemala.

### Guatemala
En noviembre de 1536 se instaló en Santiago de Guatemala. Meses después el obispo Juan Garcés, que era amigo suyo, le invitó a trasladarse a Tlascala. Posteriormente, volvió a trasladarse a Guatemala. Para el año 1537 el papa Paulo III dicta la bula Sublimis Deus donde proclama que los nativos americanos no pueden ser esclavizados y que no debían ser tratados como «brutos creados para vuestro servicio, sino como verdaderos hombres, capaces de entender la fe católica. Tales indios y todos los que más tarde se descubran por los cristianos, no pueden ser privados de su libertad por medio alguno, ni de sus propiedades, aunque no estén en la fe de Jesucristo y no serán esclavos». El 2 de mayo de 1537 consiguió del gobernador de Guatemala, licenciado Alfonso de Maldonado un compromiso escrito ratificado el 6 de julio de 1539 por el virrey de México Antonio de Mendoza, que los nativos de Tezulutlán, cuando fueran conquistados, no serían dados en encomienda sino que serían vasallos de la Corona. De las Casas, junto con otros frailes como Pedro de Angulo y Rodrigo de Ladrada, buscó a cuatro nativos americanos cristianos y les enseñó cánticos cristianos donde se explicaban cuestiones básicas del Evangelio. Posteriormente encabezó una comitiva que trajo pequeños regalos a los indios (tijeras, cascabeles, peines, espejos, collares de cuentas de vidrio...) e impresionó al cacique de Chamelco, el ajpop Matactani O'Batz, que decidió convertirse al cristianismo y ser predicador de sus vasallos. El cacique O'Batz se bautizó con el nombre de Juan Matalbatz. Los nativos consintieron la construcción de una iglesia pero otro cacique de Cobán quemó la iglesia. Juan Matalbatz, con 60 hombres, acompañado de De Las Casas y Pedro de Angulo, fueron a hablar con los indígenas de Cobán y les convencieron de sus buenas intenciones. Posteriormente, los dominicos establecieron sedes para sus doctrinas en los poblados de Rabinal, Sacapulas y Cobán, desde donde dirigieron la conquista pacífica de la Vera Paz.

### Entrevista con el rey Carlos I de España
Otro viaje transatlántico volvió a fray Bartolomé de las Casas de nuevo a España en 1540. En Valladolid, visitó al rey Carlos I de España y V del Sacro Imperio Romano Germánico. El emperador Carlos quien, entre sus numerosos títulos era "Rey Católico" desde 1517, preocupado por la situación de los aborígenes en América y prestando oídos a las demandas de De las Casas y a las nuevas ideas del derecho de gentes difundidas por Francisco de Vitoria, convocó al Consejo de Indias a través de Comisión de Valladolid o Junta de Valladolid. Entre los comisionados se encontraban los más importantes teólogos y juristas europeos de su época.

### Leyes Nuevas

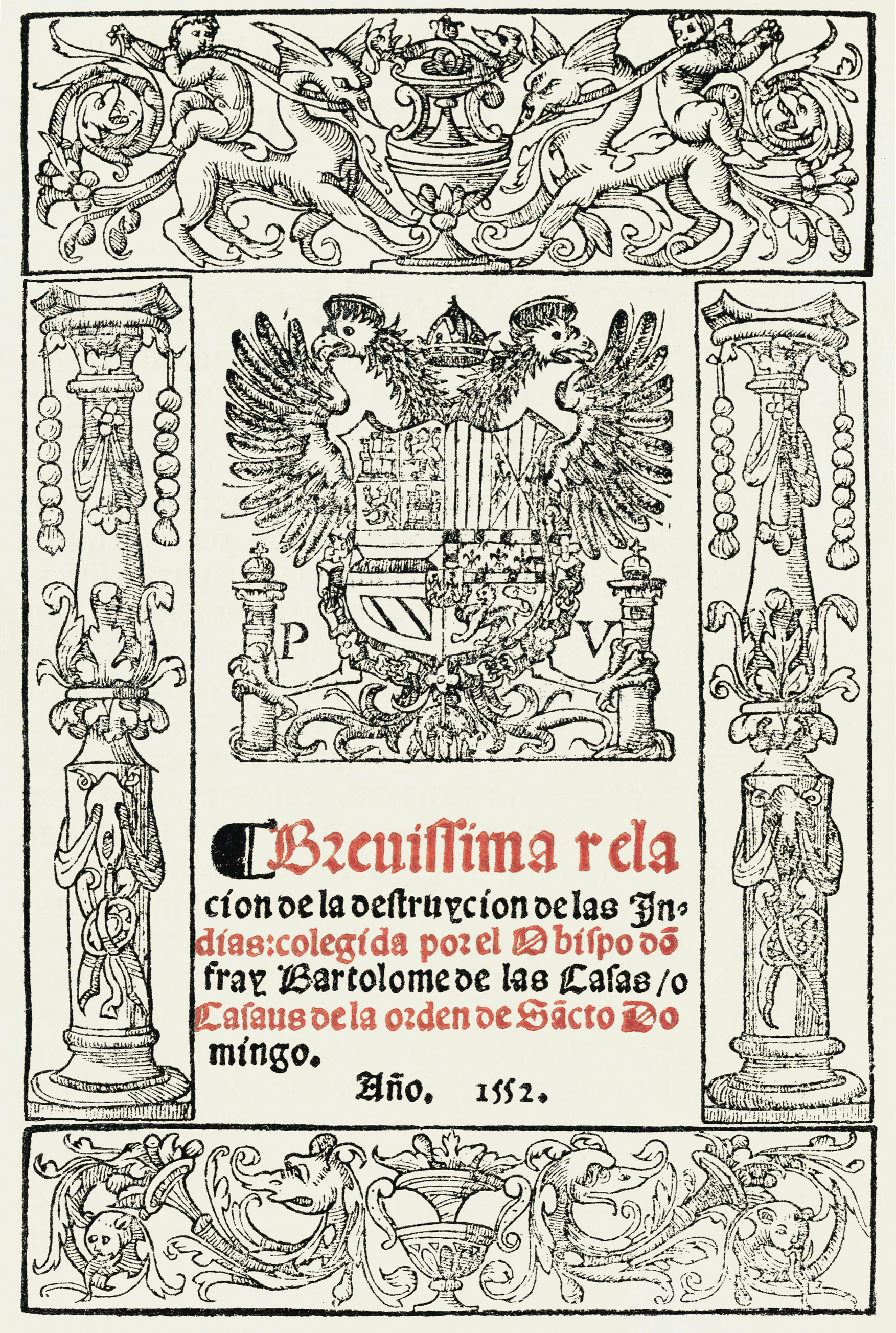
Bartolomé de las Casas, Brevísima relación de la destrucción de las Indias. Edición de 1552.

Como consecuencia de lo que se discutió, el rey Carlos I promulgó el 20 de noviembre de 1542 las Leyes Nuevas. Ellas prohibieron la esclavitud de los indios y ordenaron que todos quedaran libres de los encomenderos y fueran puestos bajo la protección directa de la Corona. Disponían además que, en lo concerniente a la penetración en tierras hasta entonces no exploradas, debían participar siempre dos religiosos, que vigilarían que los contactos con los nativos se llevaran a cabo de forma pacífica dando lugar al diálogo que propiciara su conversión. Las Leyes Nuevas fueron uno de los más importantes aportes al derecho de gentes que efectuó el rey Carlos I como consecuencia de sus conversaciones con fray Bartolomé de las Casas.
A finales de ese mismo año las Casas terminó de redactar en Valencia su obra más conocida, Brevísima relación de la destrucción de las Indias, dirigida al príncipe Felipe, futuro rey Felipe II, entonces encargado de los asuntos de Indias.

### Obispo de Chiapas
Se le ofreció el obispado de Cuzco, importantísimo en aquel momento, pero las Casas no aceptó, aunque sí se hizo cargo del obispado de Chiapas en 1543, porque lindaba con Tuzulutlán.
Fue consagrado obispo de Chiapas en el antiguo convento dominico de San Pablo, en Sevilla, actual iglesia de la Magdalena, el 30 de marzo, Domingo de Pasión, de 1544. Pando Miranda dice que "hubo flores y múltiples luces de cirios en la iglesia conventual, nubes de incienso, oro y sedas en los ornamentos sagrados de los obispos consagrantes, que fueron el de Córdoba y el de Trujillo, y un sobrino del Cardenal Loaisa". Como obispo se dedicó a reclutar a una buena cantidad de misioneros, la mayoría dominicos del convento de San Esteban de Salamanca, para acompañarle en su viaje a Chiapas.
Sin embargo, en Sevilla hubo asuntos que precisaron su atención. Muchos vecinos de la ciudad poseían indios reducidos a servidumbre forzada. Unos habían sido traídos por sus encomenderos de América y otros habían sido adquiridos a escondidas a mercaderes de esclavos. Los aborígenes, al saber que De las Casas está allí, van al convento a quejarse. De las Casas se dirigió a Carlos V por carta para decirle que ordenara poner en libertad a todos los indios del reino, "porque en verdad que son tan libres como yo".
Partió de Sevilla y llegó a Santo Domingo el 8 de septiembre de 1544 con treinta misioneros. Fueron recibidos con hostilidad por los españoles en América, por haberse decretado las Leyes Nuevas de Indias. El 14 de diciembre de 1544 partió de Santo Domingo rumbo a Chiapas. El 19 de enero de 1545 desembarcó en San Lorenzo de Campeche, donde también soportó la hostilidad de los pobladores y del gobernador, Francisco de Montejo. Desde esta ciudad, y tras pasar unos días en Tabasco, se encaminó a Ciudad Real de los Llanos de Chiapas.
Tras la conquista de México por Hernán Cortés, la ciudad había caído en el gobierno del capitán Diego de Mazariegos, que gobernaba con cierta diligencia, con normas como mantener una adecuada salubridad pública y no permitir que circularan sueltos animales de carga. Mazariegos también se preocupaba por los indios: les entregó tierras en propiedad y les dijo que si algún español se interesase por ellas podría pagarles, se aseguró de que se respetaran sus descansos semanales, creó una escuela donde podían ir los hijos de los jefes y caciques. Se creó una iglesia en la ciudad, la iglesia de la Anunciación, que quedaba bajo la potestad del obispo de Tlaxcala, pero con el crecimiento de la ciudad pasó a ser esta una diócesis, siendo su primer obispo Don Juan de Arteaga, y su sucesor el propio Bartolomé de las Casas.
Sin embargo, cuando De las Casas llegó, la ciudad ya no la gobernaba Mazariegos, los terrenos de los indios habían pasado a nuevas manos y estos eran sojuzgados sin que nadie tuviera en cuenta sus intereses. A finales de febrero de 1545 fue cuando Bartolomé tomó el cargo, y el 20 de marzo publicó una carta en la que decía que se negaba la absolución a todos los españoles que no se liberas a sus indios que no devolvieran lo obtenido por las encomiendas a los indios. Todos los españoles se opusieron, pero De las Casas encontró el apoyo de los misioneros dominicos y del clérigo Juan de Parera.
De las Casas decidió hacer una pequeña visita a Tuzulutlán, para comprobar el éxito de su misión pacificadora, y luego regresó a Chiapas. De las Casas permaneció en la ciudad hasta octubre de 1545, cuando fue a Gracias a Dios, para pedir ayuda a la Audiencia, presidida por Alonso Maldonado. Maldonado no hizo caso a De las Casas y este regresó a Chiapas.
Para asegurar el cumplimiento de las Leyes Nuevas fue enviado a Indias el licenciado Francisco Tello de Sandoval. Desembarcó en San Juan de Ulúa y luego se dirigió hacia Ciudad de México, donde se hospedó en un convento dominico. Había muchos españoles contrarios a la normativa, como el virrey Antonio de Mendoza, y se mandó a una comitiva a hablar con el monarca para que aboliera las Leyes Nuevas. Las Leyes Nuevas encontraron dificultades en su aplicación definitiva, sobre todo en lo que respecta a la herencia del derecho de encomienda.
Bartolomé de las Casas fue llamado por Francisco Tello a Ciudad de México y tuvo que partir, dejando en sustitución al canónigo Juan de Parera. En mayo de 1546 llegó a Ciudad de México en compañía de su amigo Rodrigo de Ladrada. En la ciudad se incorporó a una Junta Episcopal donde estaban los obispos de México, Tlaxcala, Guatemala, Michoacán y Oaxaca. En esta Junta debatieron sobre los nativos americanos, ganando la tesis de De las Casas en referencia a la capacidad de los aborígenes y los deberes que tenían con la Corona.

## Regreso a España

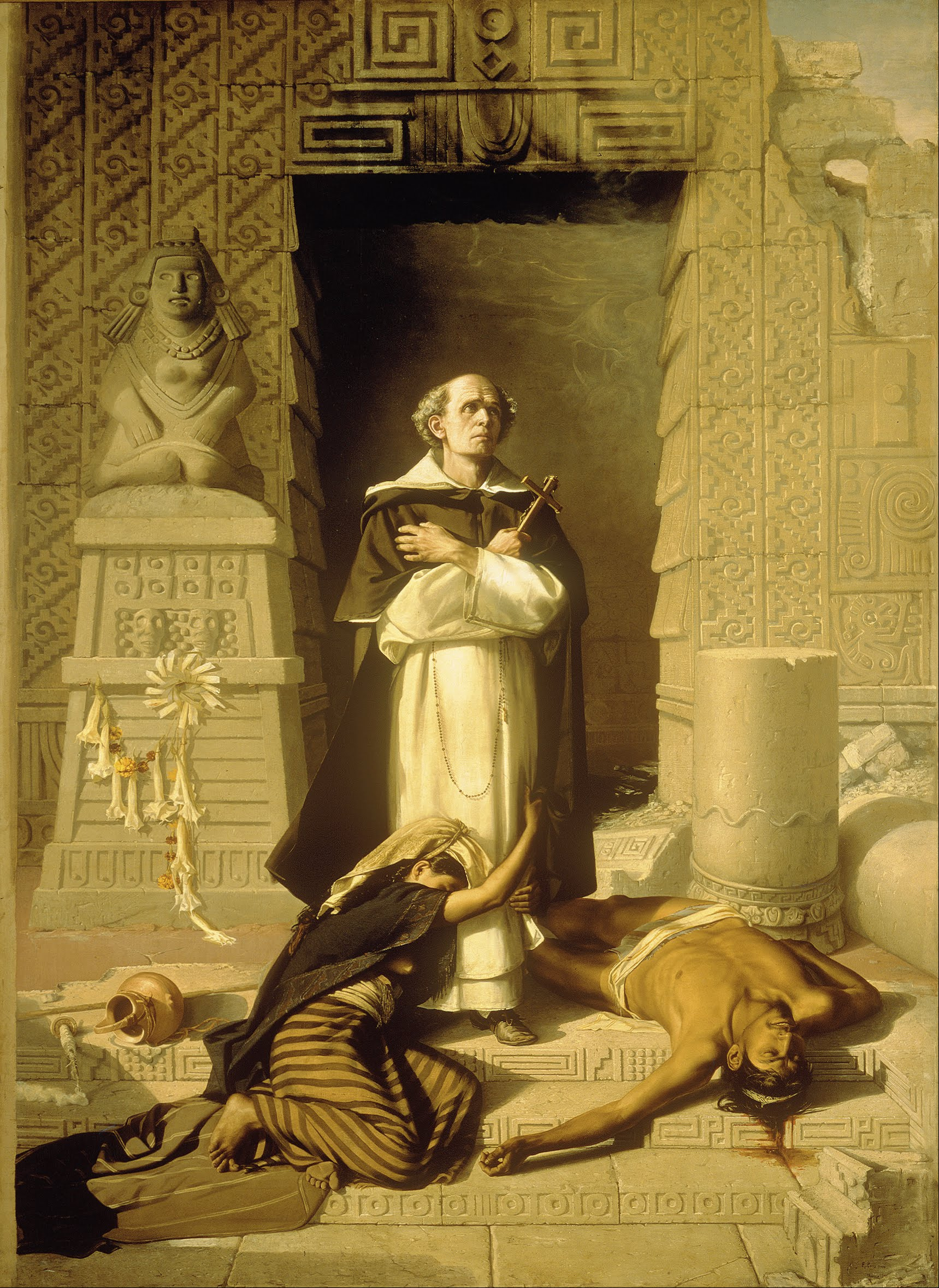
Fray Bartolomé de las Casas, elaborado por Félix Parra en 1875 para la Exposición Internacional de Santiago de Chile.

Francisco Tello decidió dejar en suspenso la aplicación de las Leyes Nuevas hasta que no se resolviera el asunto de la comitiva que había ido a hablar con el monarca y llegaría la noticia de que el rey suspendía lo que hacía referencia a la herencia, permitiendo que las encomiendas ya dadas se transmitieran.
De las Casas decidió regresar a España en 1547 para luchar por el bienestar de los indios desde la metrópolis. Embarcó en Veracruz, hizo escala en las Azores, luego desembarcó en Lisboa y fue hasta Salamanca. En agosto de 1550 presentó su renuncia indeclinable como obispo de Chiapas y consiguió que se nombrara para reemplazarle a uno de sus discípulos, fray Tomás Casillas.
El 10 de marzo de 1551 Bartolomé fue nombrado beneficiario de la herencia de Don Juan de Écija, y utilizó este dinero para asegurarse la manutención de él y de su amigo el confesor Rodrigo de Ladrada para el resto de sus días en el Colegio dominico de San Gregorio en Valladolid.
En Valladolid, entre 1550 y 1551, mantuvo una polémica con Juan Ginés de Sepúlveda llamada «La controversia de Valladolid» que versó sobre la legitimidad de la conquista. Se discutió quién ganó esta controversia, ya que ambos se consideraron ganadores, sin embargo los trabajos de Ginés de Sepúlveda no obtuvieron autorización para ser publicados.
En 1552 llegó a Sevilla, donde publicó varias de sus obras. Fue acompañado de 20 misioneros que ha podido reclutar y que partieron en la expedición de la Armada para el Puerto de Caballos. Estos misioneros portaban los Siete Tratados de De las Casas.
En una de sus obras titulada Brevísima relación de la destrucción de las Indias hace una alusión bastante crítica al Requerimiento de 1512, documento escrito por orden de Fernando II de Aragón para ser empleado como pregón oficial en el contexto de las Leyes de Burgos (redactado por Juan López de Palacios Rubios), fue elaborado como una respuesta al debate surgido acerca de la justicia de la conquista de América, a partir de los sermones del dominico fray Antonio de Montesinos, realizados en la isla de La Española en diciembre de 1511. Dicho Requerimiento también fue muy criticado como ineficaz por otros contemporáneos, como Gonzalo Fernández de Oviedo, y Bartolomé de las Casas se refiere al respecto:

Y porque la ceguedad perniciosísima que siempre han tenido hasta hoy los que han regido las Indias en disponer y ordenar la conversión de aquellas gentes ... ha llegado a tanta profundidad que hayan imaginado e practicado e mandado que se les hagan a los indios requerimientos que vengan a la fe e a dar la obediencia a los reyes de Castilla, si no que les harán guerra a fuego y a sangre, e los matarán e captivarán,...
Fray Bartolomé de las Casas, Brevísima relación de la destrucción de las Indias

### Fallecimiento
Los últimos años de Bartolomé de las Casas transcurrieron en Madrid. Estuvo en el convento de San Pedro Mártir y luego en el de Atocha, acompañado de su amigo fray Labrada. En 1561, terminó su Historia de las Indias y la cedió al Colegio de San Gregorio, estipulando que no podría publicarse hasta pasados cuarenta años. De hecho no se publicó durante 314 años, hasta 1875. También tuvo que defenderse repetidamente de las acusaciones de traición: alguien, posiblemente Sepúlveda, lo denunció ante la Inquisición española, pero del caso no salió nada. De las Casas también compareció como testigo en el caso de la Inquisición contra su amigo el arzobispo Bartolomé Carranza de Miranda, quien había sido acusado falsamente de herejía. En 1565 escribió su último testamento, traspasando su inmensa biblioteca al colegio. 
Fray Bartolomé de las Casas, conocido como el Apóstol de los Indios, murió en 1566. Fue enterrado en la Basílica de Nuestra Señora de Atocha. Anteriormente, había dispuesto que su cadáver fuera sepultado en el convento de San Gregorio en Valladolid, pero cuando en el siglo XVII se iban a trasladar sus restos a dicha ciudad, el lugar reservado para la sepultura de Bartolomé de las Casas fue ocupado por un clérigo que falleció ahí. Debido a las sucesivas reformas de la basílica de Atocha y a que se le prendió fuego a la basílica en 1936, sus restos se han perdido.

## Veneración
En 2001, la Iglesia católica inició su proceso de canonización, considerándole, por tanto, siervo de Dios. Por su parte, la Iglesia evangélica luterana en América lo incluye también en su santoral; y la Iglesia de Inglaterra lo recuerda fijando el 20 de julio como día de conmemoración.

## Pensamiento

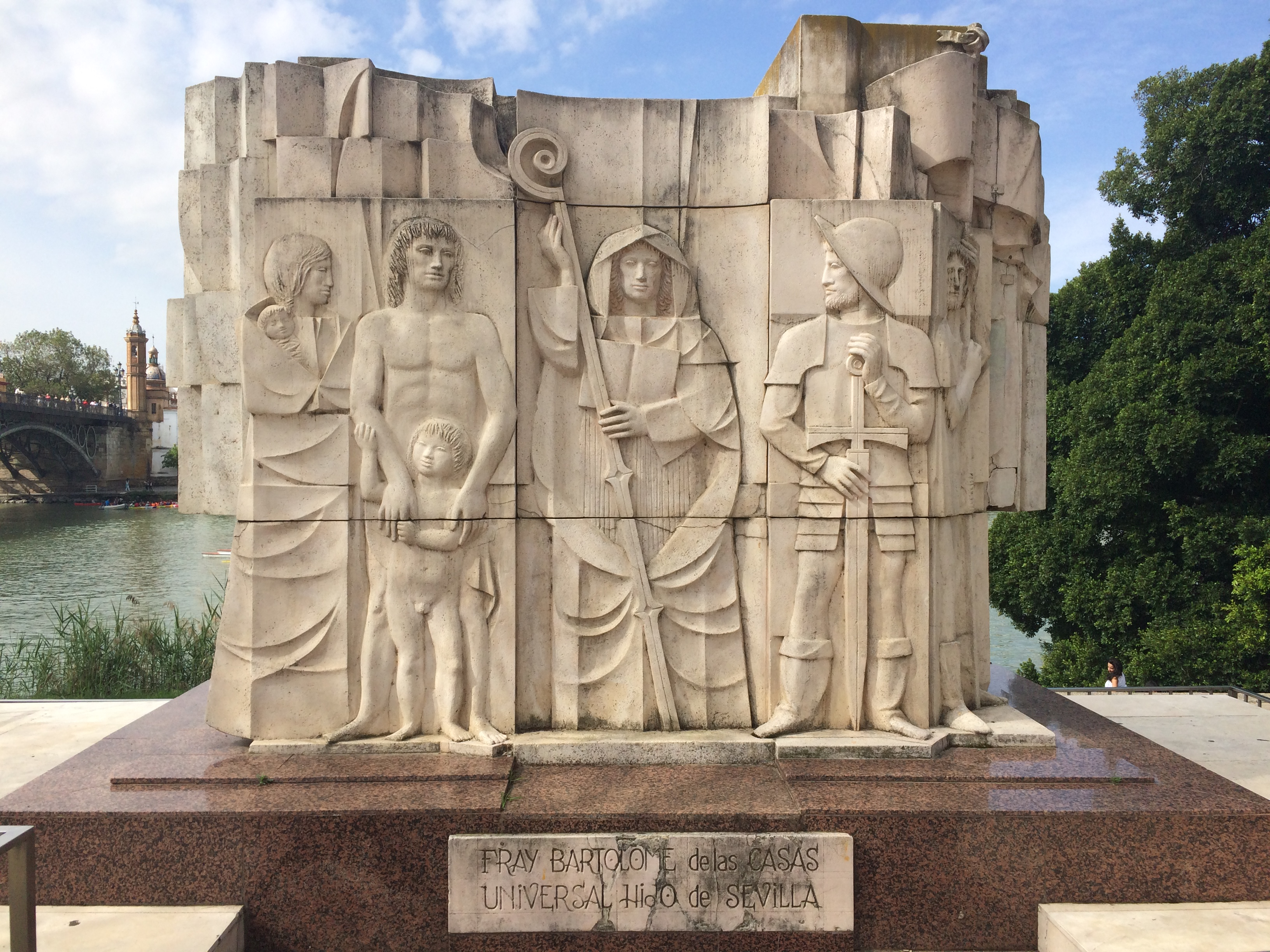
Monumento a Bartolomé de las Casas en Sevilla (España).

Junto con Francisco de Vitoria, Bartolomé de las Casas es considerado uno de los fundadores del derecho internacional moderno y un gran protector de los indios y precursor de los derechos humanos junto al jesuita portugués António Vieira. Aunque desde perspectivas opuestas, tanto él como Vitoria se ocuparon del problema alrededor del cual emergió el derecho de gentes en la época moderna: la definición de las relaciones entre los imperios europeos y los pueblos del Nuevo Mundo. Esta tarea requería de la creación de un marco jurídico suficientemente amplio como para ser válido al mismo tiempo para europeos y aborígenes. La tradición legal que fue usada para tal fin fue precisamente la del derecho natural, la cual fue tomada del derecho medieval y la filosofía estoica. De las Casas consideró que los indios tenían uso de razón, tanto como los antiguos griegos y romanos, y que como criaturas racionales eran seres humanos. Como tales, los indígenas estaban cobijados por el derecho natural y eran titulares de los derechos a la libertad y a nombrar sus autoridades.
Su contribución a la teoría y práctica de los derechos humanos puede apreciarse en su obra Brevísima relación de la destrucción de las Indias, el cual, por ser escrito a mediados del siglo XVI, constituye el primer informe moderno de derechos humanos. En él describe las atrocidades a las que fueron sometidos los indígenas de las Américas por los conquistadores españoles. Un párrafo puede dar una idea de los hechos que narra este libro: 

Otra vez, este mesmo tirano fue a cierto pueblo que se llamaba Cota, y tomó muchos indios e hizo despedazar a los perros [darles de comida] quince o veinte señores y principales, y cortó mucha cantidad de manos de mujeres y hombres, y las ató en unas cuerdas, y las puso colgadas de un palo a la luenga, porque viesen los otros indios lo que habían hecho a aquellos, en que habría setenta pares de manos; y cortó muchas narices a mujeres y a niños.

 En su Historia de las Indias desarrolló mucho más extensamente las atrocidades descritas en la Brevísima. 
Aunque abogó por la defensa de los indios y se ha cuestionado su defensa de los negros, escribió un opúsculo titulado Brevísima relación de la destrucción de África como parte de la Brevísima relación de la destrucción de las Indias, contra el maltrato de la población africana contra abusos de Castilla y Portugal. Esta obra quedó inédita hasta 1875.

Respecto a los negros, Frías (1983) dice:
De las Casas entabló sus reclamaciones ante los consejeros flamencos que en ese tiempo rodeaban al emperador Carlos V, proponiéndoles sustituir el trabajo de los indios por el de los negros, de los cuales ya se habían llevado algunas pequeñas partidas a las Antillas, con permiso de los Reyes Católicos.
Más adelante, se retractó de esta postura, ya que consideraba que ambas formas de esclavitud eran igualmente malas.
Bartolomé de las Casas propuso, sin éxito, que al continente americano se le llamase Columba.
Las cifras de nativos muertos aportadas por Bartolomé de las Casas han sido consideradas inverosímiles por los historiadores estadounidenses John Tate Lanning y Philip Wayne Powell, el argentino Enrique Díaz Araujo y la española Elvira Roca Barea. Sin embargo, el historiador Esteban Mira Caballos considera que se ajustan a la realidad. Estudios demográficos como los realizados en el México colonial por Sherburne F. Cook a mediados del siglo XX sugirieron que el descenso en los primeros años de la conquista fue realmente drástico, oscilando entre el 80 y el 90%, debido a muchas causas diferentes pero todas ellas, en última instancia, atribuibles a la llegada de los europeos. La causa principal y abrumadora fue la enfermedad introducida por los europeos. Diversos historiadores también han señalado que la exageración y la inflación de las cifras era la norma en los relatos del siglo XVI, y tanto los detractores como los partidarios contemporáneos de De las Casas eran culpables de exageraciones similares.
Enrique Díaz Araujo también critica la falta de verosimilitud de las descripciones geográficas de De las Casas como, por ejemplo, cuando afirma que en La Española había veinte mil ríos riquísimos en oro.

### Conflicto con Toribio de Benavente
Dominicos y franciscanos se disputaban la propiedad y explotación de nuevas tierras y discrepaban en asuntos teológicos. Toribio de Benavente, más conocido como Motolinía, acusó a Bartolomé de las Casas, de idealista excesivo, de no querer ayudar y enseñar a los indígenas de la forma como él lo hacía, de anticolonial, de perturbador del orden, que "así turba y destruye acá la gobernación" tal como lo afirmara en su carta a Carlos V.
Expertos tales como Jorge García Castillo, argumentaron que las disputas entre Motolinía y De las Casas, más que de orden teológico, más bien parecen de carácter político; pero, por su parte, Motolinía a través de su carta a Carlos V, manifestó que la conquista era un medio necesario para la conversión de los indígenas al cristianismo. Sin embargo, también en esa epístola el fraile expone al emperador cómo hacer de las tierras conquistadas una nueva nación independiente bajo un gobernante católico. Motolinía no desestimó la conversión religiosa a la fuerza. Sobre esto, el mismo Motolinía escribió así: "que se predique el Santo Evangelio por todas estas tierras, i los que no quisieren oír de grado el Santo Evangelio de Jesu-Cristo, sea por fuerza; que aquí tiene lugar aquel proverbio: más vale bueno por fuerza que malo por grado".
Toribio de Benavente habló de él del siguiente modo, escribiendo a Carlos I:

Por cierto, para con unos poquillos cánones quel de Las Casas oyó, él se atreve a mucho, y muy grande parece su desorden y poca su humildad; y piensa que todos yerran y quél solo acierta [...] yo me maravillo cómo V. M. y los de vuestros Consejos han podido sufrir tanto tiempo a un hombre tan pesado, inquieto e importuno y bullicioso y pleitista, en hábito de religión, tan desasosegado, tan mal criado y tan injuriador y perjudicial y tan sin reposo.

En su Historia de los indios de la Nueva España:

No tiene razón el de Las Casas al decir lo que dice, y es un mercenario y no un pastor por haber abandonado a sus ovejas para dedicarse a denigrar a los demás […]. A los conquistadores y encomenderos y a los mercaderes los llama muchas veces tiranos robadores, violentadores, raptores; dice que siempre y cada día están tiranizando a los indios […]. Para con unos poquillos cánones que el de Las Casas oyó, él se atreve a mucho, y muy grande parece su desorden y poca su humildad; y piensa que todos yerran y que él solo acierta, porque también dice estas palabras que se siguen a la letra: todos los conquistadores han sido robadores, raptores y los más calificados en mal y crueldad que nunca jamás fueron, como es a todo el mundo ya manifiesto: todos los conquistadores, dice, sin sacar ninguno.

### Las Casas y la esclavitud de los negros africanos
Las Casas defendió durante bastante tiempo que se llevaran esclavos negros a América para sustituir a los indios en los trabajos más duros. Sin embargo, en el último tercio de su vida se arrepintió de ello y también condenó la esclavitud de los negros por «ser tan injusto el cautiverio de los negros como el de los indios». Al parecer el detonante de su cambio de actitud fue una visita que hizo en 1547 a Lisboa ―entonces el principal puerto negrero europeo― durante la cual dominicos portugueses le informaron sobre el brutal apresamiento de esclavos negros en las costas africanas —y le proporcionaron libros sobre las conquistas portuguesas en África y Asia—. También le influyó el caso del liberto negro Pedro Carmona de Puerto Rico que había sido vuelto a vender como esclavo junto a su esposa y al que ayudó a presentar un recurso ante el Consejo de Indias por esas mismas fechas —llegó a pagar la fianza para que pudiera salir de la prisión al haber sido declarado «esclavo fugitivo»—.
Pero, a diferencia de su denuncia de la esclavitud indígena, Las Casas no consiguió «que su defensa de los esclavos negros trascendiera mucho más allá», como ha señalado Magdalena Díaz Hernández, debido fundamentalmente a que su Historia de las Indias (obra que concluyó entre 1555 y 1561) en la que dedicó seis capítulos al tema no se publicaría hasta 1875 por la prohibición expresa del rey Felipe II, hijo y sucesor del rey Carlos, de imprimir cualquier libro relativo a las Indias bajo penas severísimas, incluida la de muerte. En esos seis capítulos Las Casas rebate que los negros capturados en África lo hubieran sido como resultado de una guerra justa (lo que «justificaría» su esclavización) sino que lo que allí se libraron fueron «guerras crueles, matanzas, cautiverios, totales destrucciones y aniquilamientos de muchos pueblos de gentes seguras y pacíficas... que nunca les impugnaron, ni les hicieron injuria, ni guerra, ni perjudicaron en la fe, ni jamás pensaron impedirla».
Pero a pesar de este posicionamiento contrario a la esclavitud de los negros sigue predominando la visión de que Las Casas que «tanto luchó por la dignidad de los indios, sin embargo no incluyó a los negros en esa lucha», como se dice en el libro de José Antonio Marina y María de la Válgama titulado La lucha de la dignidad y publicado en 2002, y ello a pesar de que en 1952 el cubano Fernando Ortiz ya había publicado La leyenda negra contra fray Bartolomé de las Casas y el dominico español Isacio Pérez Fernández en 1995 Fray Bartolomé de las Casas, de defensor de los indios a defensor de los negros.

## Obras

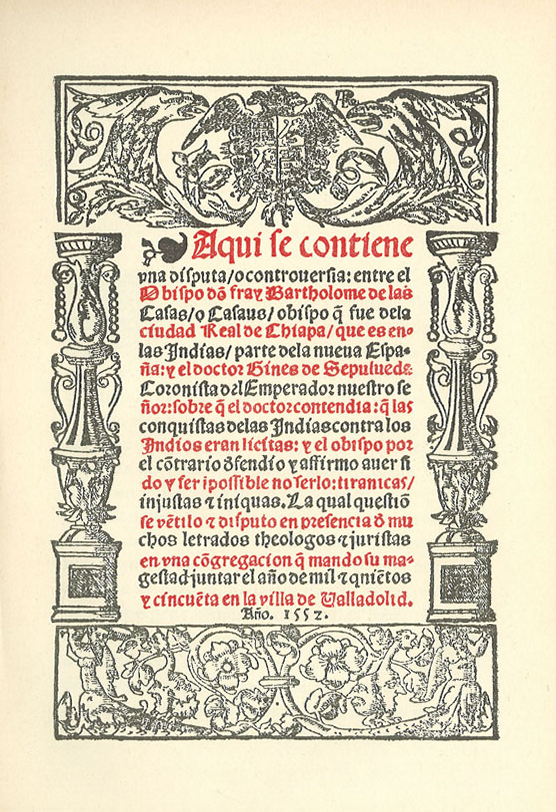
Disputa o controversia con Ginés de Sepúlveda contendiendo sobre la licitud de las conquistas de las Indias.

- Memorial de remedios para las indias (1518), también conocida como Los quince remedios para la reformación de las Indias.
- Historia de Indias (1527-1547)
- Apologética historia sumaria (1536)
- De único vocationis modo, conocida en español como Del único modo de atraer a todos los pueblos a la verdadera religión (1537)
- Memorial de los remedios (1542)
- Representación del Emperador Carlos V (1547)
- Treinta proposiciones muy jurídicas (c. 1548)

En 1552 regresa a Sevilla, donde publica libros que había ido escribiendo anteriormente:
- Principia Quaedam (1552)
- Brevíssima relación de la destruyción de las Indias, colegida por el obispo don fray Bartolomé de las Casas o Casaus, de la Orden de Santo Domingo (1552)
- Tratado sobre los indios que se han hecho esclavos (1552)
- Octavo remedio (1552)
- Avisos y reglas para confesores (1552)
- Aquí hay una disputa o controversia entre Fray Bartolomé de las Casas [...] y Doctor Ginés de Sepúlveda (1552)[85]
- Tratado comprobatorio del imperio soberano y el principado universal (impresa en 1553)
- Sobre el título del dominio del Rey de España sobre las personas y tierras de los indios (h. 1554)
- Memorial-Sumario a Felipe II (1556)
- Tratado de las Doce Dudas (1564)
- Petición de Bartolomé de las Casas a su Santidad Pío V sobre los negocios de las indias (1566)
- De regia potestate
- De thesauris

### Historia de las Indias
De las Casas empezó a componer una Historia de las Indias en la Española en 1527. Fue trabajando en ella a lo largo de los 35 años siguientes, con más intensidad a partir de su retorno a España en 1547. Quiso narrar la historia del continente hasta mediados del siglo XVI pero el texto manuscrito que se conserva, en tres volúmenes, solo llega hasta 1520, lo que ha llevado a algunos investigadores a postular que pudo existir un cuarto volumen hoy perdido. De las Casas legó el manuscrito original inédito de su Historia al Colegio de San Gregorio de Valladolid en noviembre de 1559, con el mandato de que no la dejasen publicar hasta al menos 1600. No obstante, a lo largo de las décadas siguientes circularon por España y por el extranjero copias parciales del manuscrito. A principios del siglo XVII el cronista mayor Antonio de Herrera usó profusamente la obra de De las Casas para escribir su Historia general de los hechos de los castellanos.
En el siglo XVIII el historiador Juan Bautista Muñoz, que había recibido el encargo del gobierno de escribir una Historia del Nuevo Mundo que nunca llegó a ver la luz, halló copias de los dos primeros volúmenes del manuscrito de De las Casas en un archivo. Hacia 1820 los documentos de Muñoz pasaron a la Real Academia de la Historia, que los revisó. En 1821 los académicos dictaminaron contra la publicación de la Historia de De las Casas "por las prolijas e importunas digresiones que hacen pesada y fastidiosa su lectura, y porque, contradiciendo siempre el derecho de los españoles a la conquista y acriminando perpetuamente su conducta, pareció que en circunstancias presentes, ni sería conveniente ni oportuna su publicación, ni decoroso a la nación el autorizarla". Por estas fechas España estaba inmersa en las guerras de independencia hispanoamericanas. Varias décadas más tarde, en 1856, una nueva generación de académicos recomendó la publicación de una edición crítica del manuscrito, "ilustrada en la forma que exige la verdad y reclama la honra de aquellos primeros conquistadores".
La primera edición impresa de la Historia de las Indias fue finalmente publicada en Madrid en 1875 en cinco tomos. En las décadas siguientes fueron viendo la luz otras ediciones. El manuscrito autógrafo de De las Casas se conserva en la Biblioteca Nacional de España.

### Brevísima relación de la destrucción de las Indias
Es un libro publicado en 1552 por el fraile dominico español Bartolomé de las Casas, principal defensor de los indígenas en América durante el siglo XVI.
La Brevísima es una obra dedicada al príncipe Felipe, y tiene como tema general, la denuncia de los efectos que tuvo para los indígenas la colonización por parte de los españoles en las Américas. Además, sirvió para humanizar la conquista desde una transformación política, jurídica, y religiosa, apoyándose desde un contexto legal español.
En 1659 el libro fue expurgado por parte del calificador jesuita del Santo Oficio Francisco de Minguijón, para ser finalmente prohibido por la Inquisición española al año siguiente —108 años después de su publicación—.

## Críticas
Toribio de Benavente (Motolinia), un misionero franciscano contemporáneo defensor de la conversión religiosa a la fuerza que entró en conflicto con el dominico Las Casas, lo calificó de "mentiroso" y "difamador". Esto debido a que mostró una fuerte irritación por lo que Las Casas transmitía a la Corona. Ante ello, escribió la «Carta al Emperador»', en el que, además de lanzar juicios durísimos contra la persona de Bartolomé de Las Casas (afirmando que el rechazo de Las Casas al puesto de obispo de Chiapas fue por motivos criticables, planeando ser Procurador en Cortes y ser elegido Protector de indios, lo que explicaría su afán "mercenario" de sus escritos), lanza varios argumentos cuestionando las afirmaciones de Las Casas, donde también hace una defensa del conquistador mexicano Hernán Cortés, la legitimidad de la encomienda, de la Conquista española de América (afirmando que los españoles no usurparon el Señorío Mexica, sino que los aztecas habían usurpado la soberanía de otros indios y eso explicando las alianzas españolas con los Indios auxiliares, cuyos señores juraron obediencia al Rey de España bajo medios lícitos del Derecho natural), y agregar una postdata donde se puso a desmentir lo que consideraba exageraciones y falsedades sobre la Esclavitud y los Repartimiento de indios. Frente a la acusación de que las autoridades españolas o los Caciques colaboracionistas han sido «verdugos, desalmados, inhumanos y crueles», se reconoce que, al lado de los malos, existen «otros muchos buenos cristianos y piadosos y limosneros», mostrando optimismo en la labor social de las instituciones coloniales, en gran medida por la influencia de la Iglesia católica.

«...Yo entonces dije al de las Casas: ¿cómo? Padre, ¿todos vuestros celos y amor que decís que tenéis a los indios, se acaba en traerlos cargados y andar escribiendo vidas de españoles y fatigando a los indios, que sólo vuestra caridad traéis cargados más indios que treinta frailes? Y pues un indio no bautizáis ni doctrináis, bien sería que pagases a cuantos traéis cargados y fatigados (...) y no es maravilla que el de las Casas no lo sepa, porque él no procuró de saber sino lo malo y no lo bueno, ni tuvo sosiego en esta Nueva España ni deprendió lengua de indios ni se humilló ni aplicó a les enseñar. Su oficio fue escribir procesos y pecados que por todas partes han hecho los españoles: y esto es lo que mucho encarece, y ciertamente solo este oficio no lo llevará al cielo. Y lo que así escribe no es todo cierto ni muy averiguado (...) por cierto, que los Indios de esta nueva España están bien tratados, y tienen menos pecho y tributo que los Labradores de la vieja España, cada uno en su manera; digo casi todos los Indios, porque algunos pocos pueblos hay que su tasacion se hizo antes de la gran pestilencia...»

Ramón Menéndez Pidal en su obra El Padre Las Casas: su doble personalidad lo acusa de haber promovido la leyenda negra. Posición compartida por Julián Marías, quien afirmó en España inteligible "sobre el nulo valor documental de la Brevísima relación de la destrucción de las Indias, su partidismo y su demencial exageración". El historiador chileno Pedro Godoy Perrín: afirmó: "La erosión de nuestra identidad comienza temprano con la leyenda negra. La plasma el padre Bartolomé de las Casas. La usan los emancipadores para legitimar la ruptura con Madrid."Marcelo Gullo también es un detractor de la obra de Las Casas, calificándolo de "amarillista" y de que "niega la existencia de los sacrificios humanos en masa". El historiador Olivera Ravasi sostiene:

Algo que llama la atención es que Las Casas se precia siempre de haber sido testigo directo de lo ocurrido, de allí que sus relatos gocen de tanta autoridad. A lo largo de sus escritos se lee normalmente la siguiente frase:«Yo vide», frase que, tratándose de un sacerdote obispo, hace de su testimonio casi un juramento (…). Hay una constante en los escritos de fray Bartolomé: Las Casas siempre habla en vago y en impreciso. Nunca dice ni cuándo ni dónde se consumaron tales horrores, ni se cuida de establecer que
—en caso de haber existido— se trataron de una excepción a la regla.(...) En su tristemente famosa Brevísima inventa el «genocidio» indígena. Primero son 12 millones de muertos, luego eleva la cifra a 15 millones y termina redondeándola en 24 millones. Aun conformándonos con los 15 millones, los españoles deberían haber matado 375.000 indios por año, es decir, bastante más de 1.000 diarios. Estas cifras son imposibles, aun después de haberse inventado las cámaras de gas y demás prácticas del genocidio moderno. Sin embargo, las leyendas de fray Bartolomé darán lugar a que hasta el día de hoy varios propagandistas de la leyenda negra sigan afirmando que la demografía americana se desplomó con la llegada de los españoles."

El historiador estadounidense, William S. Maltby, el mexicano, Guillermo Macías, entre otros, sostienen un juicio más indulgente al considerar que sus inexactitudes habrían sido algo mayormente accidental por su extrema devoción por defender los derechos el indio:

"un tanto hiperbólico” a De las Casas: “Sus cifras no son reales, así como las matanzas que refiere, y que tanto inspiraron a Bry. Lo que hay de verdad en fray Bartolomé se descubre después de matizar su enjundia. Era un buen fraile, sincero en su defensa del indio, pero exageró mucho para ser escuchado por el emperador"
Guillermo Macías

«ningún historiador que se precie puede hoy tomar en serio las denuncias injustas y desatinadas de Las Casas» y concluye: «En resumidas cuentas, debemos decir que el amor de este religioso por la caridad fue al menos mayor que su respeto por la verdad.»
William Saunders Maltby

Frente a algunas hipótesis de que Las Casas se habría visto en la imperiosa necesidad, incluso obligado, a exagerar los hechos de la conquista española de América para ser escuchado por los Reyes y las Cortes españolas, tales aseveraciones serían cuestionadas por autores como Jean Dumont sobre la base de que llegó a ser amigo íntimo de personalidades importantes como Carlos I de España.

"El fenómeno de Las Casas es ejemplar puesto que supone la confirmación del carácter fundamental y sistemático de la política española de protección de los indios. Desde 1516, cuando Jiménez de Cisneros fue nombrado regente, el gobierno ibérico no se muestra en absoluto ofendido por las denuncias, a veces injustas y casi siempre desatinadas, del dominico. El padre Bartolomé no sóllo no fue objeto de censura alguna, si no que los monarcas y sus ministros lo recibiía con extraordinaria paciencia, lo escuchaban, mandaban que se formaran juntas para estudiar sus críticas y sus propuestas, y también para lanzar, por indicación y recomendación suya, la importante formulación de las "Leyes Nuevas". Es más: La corona obliga al silencio a los adversarios de Las Casas y de sus ideas."
Jean Dumont

Por su parte, autores como Ramón Menéndez Pidal han especulado la posibilidad de algún defecto Psicológico en Las Casas, acusándole de tener "doble personalidad" y comparando su defensa del indio, con la de Francisco de Vitoria, para demostrar su falta de integridad intelectual y posible inestabilidad mental, en tanto que el otro no habría sido tan obsesivamente violento en acusar a conquistadores y encomenderos, ni ser constantemente romántico en exaltar a los indios a niveles contradictorios con la realidad, lo que delataría en Las Casas un estado paranoico de alucinación o una exaltación mística, con la consiguiente pérdida del sentido de la realidad. Concluyendo que no se percatarían de aquello los biografos de Bartolomé de las Casas por el mito que se ha vuelto póstumamente en las Historiografías dominantes:

«Las Casas se contradecía… es una mente anómala que los sicólogos habrán de estudiar».
Ramón Menéndez Pidal

Por otro lado, historiadores como Pierre Chaunu, Vittorio Messori o Philip Wayne Powell lo considerarían como la raíz de todos los bulos anticatolicos e hispanofobos más populares de la Conquista española de América, que se condensarían en la Leyenda negra española (sobre todo tras los grabados de Theodor de Bry basándose en su obra):

"Bartolomé de Las Casas, héroe de los hispanófobos desde mediados del siglo XVI hasta nuestros días, es la persona más responsable de nuestros deformados puntos de vista sobre los españoles y su papel en América. Este obispo español, tan a menudo santificado en la literatura durante cuatro siglos y colocado hoy en un nicho de santo de la propaganda antiespañola, hizo más que cualquiera otro individuo para manchar el nombre de un pueblo y de una nación ―la suya propia. Seguramente no fueron estas sus intenciones, ya que no podía adivinar cuánto su trabajo iba a favorecer los propósitos extranjeros; pero sus escritos permanecen cerca del corazón y centro de la denigración de España. Él es, entre otras cosas, un magnífico caso de estudio para valorar el daño que a largo plazo puede hacer un exaltado irresponsable, cuando es explotado por los fabricantes de propaganda dirigida contra su propia casa (...) La controversia sobre los méritos y defectos de Bartolomé de Las Casas continuará sin duda eternamente, en principio, porque siempre habrá gente que creerá en su total condenación de los españoles y porque otros habrá que reconocerán y censurarán sin reservas el prejuicio y fanatismo patentes que guiaron su lengua, su personalidad y su pluma. Hay quienes respetan a Las Casas, pasando por alto la injusticia de sus métodos, para guardar como reliquia la nobleza de su causa, y existen aquellos que ya durante siglos, sin preocuparse mucho de la causa, los métodos o los hechos verídicos, se recrean solamente en la elevación de Las Casas a la categoría de héroe de la propaganda antiespañola"
Philip Wayne Powell